# Mémoires d'outre-mer
Mémoires d’outre-mer est un roman de Michaël Ferrier paru le 27 août 2015 aux éditions Gallimard. Sélectionné pour le Prix Femina et le Prix Wepler-Fondation la Poste, le livre a reçu finalement le prix littéraire Athéna de l’Ile de la Réunion et le Prix Franz-Hessel de littérature contemporaine la même année.

## Historique
Sélectionné pour le Prix Wepler, le Prix Femina, finaliste du prix Décembre, le livre reçoit finalement le prix littéraire Athéna (La Réunion) et le Prix Franz-Hessel. La traduction en anglais, parue sous le titre Over the Seas of Memory, University of Nebraska Press, 2019  (ISBN 9781496213204) a obtenu un French Voices Award aux États-Unis.

## Résumé
Le livre s’ouvre sur l’évocation, au cimetière de Mahajanga (Madagascar), de trois tombes blanches parfaitement identiques et d’une inscription en langue malgache : « Ho velona fa tsy ho levona ». La tombe du milieu ne porte aucune marque distinctive : ni nom ni dates. Le narrateur part sur les traces de son grand-père, enterré dans l’une de ces tombes, Maxime Ferrier (1905-1972), qui a quitté son île natale, l’Île Maurice en 1922, à l’âge de 17 ans, pour s'engager comme acrobate dans un cirque itinérant. Maxime s’installera à Madagascar, où il connaîtra l’amour (avec Pauline Nuñes, Indienne de Goa), et fera fortune. Rebelle, forte tête, Maxime est commerçant et dessinateur : c’est lui qui tracera le premier portrait connu du cœlacanthe, poisson qu’on croyait disparu mais qu’on redécouvre bien vivant (chapitre 6 : « Queer Looking Specimen »). Le livre détaille les étapes de l’ascension sociale de Maxime dans la société coloniale, où il demeure un outsider malgré sa réussite, notamment à cause de sa qualité de métis et de ses amitiés avec les colonisés. La peste survient (chapitre 10 : « Présence de la Peste »), puis la Seconde Guerre mondiale, qui fait rage dans l’océan Indien. 
Comme l’explique le livre, celui-ci revêt une grande importance à la fois géostratégique et symbolique puisque, Madagascar a été le lieu du plan Madagascar, projet du Troisième Reich visant y à déporter les Juifs d’Europe (chapitre 11 : « Le projet Madagascar »). Maxime s’engage dans la Résistance, notamment par des actes de sabotage et en se servant de la radio (chapitre 12 : « La Guerre des Ondes »), ce qui lui vaudra la prison et le laissera ruiné au sortir de la guerre. La fin du livre relate la mort de Maxime (chapitre 13 : « Promenoir de la Mort seule »), puis revient au cimetière de Mahajanga pour y expliquer le mystère de la troisième tombe et le sens de l’épitaphe en langue malgache qui avait été posée dès les premières pages.

## Personnages principaux
- Michaël : le narrateur.
- Maxime Ferrier : le grand-père du narrateur, « un prodigieux acrobate de cirque, mais aussi marchand, peintre, entrepreneur, siffleur, résistant » (Jacques Drillon, Le Nouvel Obs, 22/10/2015).
- Li-An : épéiste chinoise, membre de l’équipe d’escrime de Chine aux Jeux Olympiques.
- Madame Bartolini : de son vrai nom Sibylle Aimée de Scarlatti, comtesse de Pichon-Janville, directrice du Cirque Bartolini, « le plus grand cirque de l’océan Indien », dans lequel s’engage, à 17 ans, Maxime Ferrier.
- Les acrobates du Cirque Bartolini : les écuyères Brune Bartoletty (la blonde) et Blonde Bartoletty (la brune), le nain Groseille, l’Hercule, l’homme-squelette, Miss Tamara, Anna l’équilibriste, Olga la transformiste …
- Arthur Daizong : cuisinier et acrobate, champion de boxe chinoise (voir le chapitre « La Boxe-du-bord-de-l’eau »), ami de Maxime qui l’accompagnera pendant la période du cirque puis durant la suite de sa vie. Il meurt après la Deuxième guerre mondiale, disparu en mer, peut-être dévoré par un requin. Sa tombe est une des trois tombes qui figurent à l’ouverture du roman.
- Axel Bhujoharry : funambule mauricien. Après avoir accompagné Maxime pendant la période du cirque, il rentrera à l’Île Maurice pour reprendre le Collège Bhujoharry, un des meilleurs établissements de l’île, et deviendra maire de la capitale Port-Louis.
- Marjorie Courtney-Latimer (Marjorie Courtenay-Latimer), conservatrice du Musée d’East London, en Afrique du Sud, qui a découvert le cœlacanthe et demandera à Maxime d’en faire le portrait.
- Pauline Nuñes : Indienne dont la famille est originaire de Goa. Grand amour de Maxime, elle lui donnera sept enfants, six garçons et une fille, prénommée Marilou, mais qui meurt en bas âge.
- Carmen : jeune femme de Mahajanga, qui donnera elle aussi sept enfants à Maxime, six filles et un garçon, prénommé Maxime, mais qui meurt en bas âge.
- L’oncle Pierre : musicien (trompette et clarinette). Avec Pauline et les musiciens du Nouvel Hôtel, il participe à l’introduction du jazz à Madagascar.
- Georges, ami de la famille, qui fournit au narrateur la voiture avec laquelle il mènera à bien son périple à Madagascar.
- Jean Pivoine : vieux bijoutier indien, habitant de Mahajanga. C’est lui qui révèlera au lecteur le secret de la troisième tombe.

## Thèmes abordés
Le roman aborde plusieurs thèmes :
- l’outre-mer : comme le titre l’indique, et comme les personnages le confirment (« Maxime et Arthur ont vécu toute leur vie outre-mer »), le roman fait la part belle à l’histoire de l’outre-mer : « Cet itinéraire alternatif passerait par exemple par tous les Départements et Territoires d'Outre-Mer, mais aussi par tous les territoires où l’Histoire de la France s’est formée, déformée, transformée, recomposée : colonies, comptoirs, protectorats… »
- L’Histoire de France : le roman revient sur des moments-clés de l’Histoire de France, à la faveur notamment d’une réécriture du livre Le Tour de la France par deux enfants et en remettant en circulation des épisodes oubliés ou méconnus : « Madagascar, Maurice, l’Océan indien font partie intégrante de l’Histoire de France : on ne peut la comprendre si on ne passe pas par eux, et par quelques autres encore. Ce sont des générations d’hommes et de femmes jetées sur les mers et qui, quelques années plus tard, allaient donner naissance à des Français comme toi et moi… la France vient de loin. »
- le cirque : toute la première partie du roman est consacrée à la vie du cirque. Ces chapitres ont attiré l’attention de nombreux critiques : « La première partie du livre, axée sur la vie du cirque Bartolini, est irrésistible. On sent l'odeur des fauves, on vibre aux prouesses des baladins de l'arène, équilibristes contorsionnistes, écuyères au décolleté généreux et à la crinière de lionne. »[3]
- la musique : un des thèmes de prédilection de Michaël Ferrier, il est surtout évoqué ici par le biais du personnage de Pauline, qui est pianiste, et d’un lieu, le Nouvel Hôtel, qui abrite les premiers concerts de jazz de l’île de Madagascar.

## Accueil critique
« Mémoires d’outre-mer est un des plus beaux romans de cette rentrée, avec tous les ingrédients romanesques souhaités à l’ancienne, héros spectaculaires, paysages dépaysants, voyages, intrigues, fortunes faites et défaites, amour, rebondissements, rire et larmes, effets de réel, leçons d’histoire… », selon Jean-Baptiste Harang (Le Magazine littéraire, octobre 2015), qui résume bien l’impression générale de la critique. Le livre est sur la liste de nombreux prix et, trois ans après le succès de Fukushima, récit d'un désastre (2012), consacre Michaël Ferrier comme un « romancier important » : « Les grands romans sont des cyclones. (…) Mémoires d'outre-mer est un cyclone littéraire, un art du souffle, l’histoire d’un homme du vent, d’un homme volant, libre, qui survole une île et une époque, et qui se joue des trahisons de l’Histoire. Les romanciers importants sont toujours des historiens précis et renseignés, leurs oreilles sont fines et aiguisées comme leurs plumes, et ils ont pour eux le savoir et le style – cette bénédiction divine. » Le livre a aussi reçu un French Voices Award aux États-Unis pour la traduction en langue anglaise, intitulée Over the Seas of Memory.

### Roman polyphonique
Retraçant l’histoire du grand-père du narrateur au long du XXe siècle (1905-1972), Mémoires d’outre-mer a parfois été présenté comme un « roman familial ». Cependant, de nombreuses voix soulignent, en dehors de cet aspect classique, une œuvre inclassable. Le livre joue en effet, dès sa couverture, sur un mélange des genres : Mémoires, comme l’indique le titre, mais aussi roman, comme l’indique le sous-titre. Pour Virginie Bloch-Lainé, « Mémoires d'outre-mer défend un autre projet littéraire que l'enquête familiale ». Pour Claire Devarrieux, il peut aussi être lu à la fois comme une « enquête familiale » et un récit du « grand large » (« Mémoires d'outre-mer (Gallimard) montre comment une enquête familiale peut ouvrir sur le grand large » Claire Devarrieux, Libération) brouillant ainsi les frontières entre l’intime et l’exotisme, le réel et le romanesque.
« Ajoutez à cela la malice de construction de l'œuvre (un soupçon d'enquête policière sur l'occupation d'une tombe anonyme) » (Jean-Baptiste Harang, Le Magazine littéraire) et on se trouve face à un roman « virevoltant », vocabulaire qui revient souvent dans les comptes-rendus du livre (chez Valérie Marin la Meslée dans Le Point, ou Elisabeth Lesne dans Hommes et Migrations).
Roman familial, roman policier, roman historique, roman documentaire, roman de cirque, roman politique, mémoires… : « Tour à tour lyrique quand il chante Madagascar, poétique quand il évoque le cirque, satirique sur les mœurs coloniales, il mêle à son récit de bouts d'essais, des citations de Montaigne ou Paulhan, en sorte que son roman déborde sur tous les genres. »

### Titre «génial»
Le titre de Mémoires d’outre-mer a fait couler beaucoup d’encre : « titre majestueux » (Leclair), « titre génial » (Quiriny), il ouvre le roman en le plaçant d’emblée dans le sillage de Chateaubriand et de ses Mémoires d'outre-tombe, mais aussi en « détournant » cette référence romantique et exotique qui « évoque le passé, le thème généalogique, l’aventure, le romantisme, l’exotisme, la moiteur des îles, les colonies, et la mer » pour y faire revenir « la mémoire florissante de l'outre-mer » (Leclair).
« Ce roman foisonnant (le mot est faible) porte bien son titre, virevoltant, certes, mais animé aussi d'une conviction à y imprimer la réalité d'un monde fait de diversité » (La Meslée).

### Roman d’aventures
Malgré le caractère pluriel du livre, les critiques s’accordent pourtant à voir dans Mémoires d’outre-mer un roman d'aventures « foisonnant » et « rythmé ». Bertrand Leclair dans Le Monde y voit par exemple « le roman d’une vie haute en couleur et en rebondissements, qui se trouve être celle du grand-père de l’auteur » et un « panégyrique de l'aventurier » (Leclair). « Roman splendide : original et coloré, personnel et fastueux, rempli de parfums, de saveurs et de paysages », « Mémoires d’outre-mer est, d'une certaine façon, un roman d'aventure. Et il faut bien reconnaître que cet aspect est jubilatoire. Ferrier s'en donne à cœur joie, il est rapide, les événements se superposent, c'est parfaitement rythmé, remarquablement orchestré. Bref, c'est écrit. Les portraits de ses personnages sont une vraie réussite. Ferrier a écrit un roman d’aventure sur la mémoire, un roman singulièrement intelligent. »

### Réflexion sur l’Histoire de France
Mémoires d’outre-mer évoque des événements historiques importants : la colonisation et les premières années de la Seconde Guerre mondiale sous l’ère Pétain. Mais il le fait en remettant en scène « une histoire oubliée » (Lesne) : : « à Madagascar, l'auteur analyse la perversité de la colonisation avec sa République pyramidale « où il est difficile à ceux qui ne sont ni français ni blancs de se faire une place ». Puis vient la guerre, avec la politique de Vichy et le « Projet Madagascar », par lequel les Nazis, « rêvant d'étoiles jaunes sur l'île Rouge », veulent expédier sur l'île les juifs d'Europe. Plus qu'une saga familiale, le rappel d'une histoire oubliée » (Lesne).
Les personnages principaux sont pris dans des évènements qui ont été parfois oubliés ou sous-estimés, la grande révolte de 1947, prémices de la marche vers l'indépendance, la lutte contre la peste, retracée avec lyrisme et minutie avec les figures de Georges Girard et Jean Robic (« deux médecins auréolés d’une gloire terrible et dont on ne prononce le nom qu’en tremblant »), mais surtout le plan Madagascar, qui tient une place importante dans le livre. « Avec intelligence, l’auteur montre l'imbrication de Maxime et Pauline dans ce chaos de l'Histoire » (Favarger). Comme le remarquent de nombreux commentateurs, Michaël Ferrier « dessine une autre histoire de France… » (Roy) : « Contribuer à « dessiner une autre histoire de France » que celle de la IIIe République, tel est aussi le désir de l'écrivain Michaël Ferrier dans son roman Mémoires d'outre-mer. Parti sur les traces de son grand-père, il revisite l'histoire du « Projet Madagascar » imaginé par les nazis pour se débarrasser des Juifs d'Europe, et résume ainsi sa quête : « Que serait la littérature si elle ne donnait pas une voix aux silences de l'Histoire ? ». »
« Michaël Ferrier veut, à travers Maxime, honorer ces Français « jetés sur les mers », Français d'outre-mer, habitants des colonies, migrants aux origines variées, oubliés par une histoire de France officielle figée depuis la IIIe République. ». Ainsi, au-delà du roman d’aventures, c’est « toute l'histoire de la France ultramarine, au travers de celle d'un grand-père mauricien, passé à Madagascar, oublié, perdu » qui remonte (Jacques Drillon, Le Nouvel Obs). Mais le roman dépasse l’histoire de l’outre-mer pour livrer une réflexion plus ample et plus profonde sur l’Histoire de France, et sur l’Histoire elle-même : « Ces Mémoires d’outre-mer énoncent bien d'autres questions, au-delà du roman, dont les réponses se cachent dans nos consciences et nos oublis autant que dans ce livre : qu'est-ce que partir sinon choisir autre chose ? Qu'est-ce qu'une France multiculturelle dégagée de l'empreinte du colonialisme ? Qu'est-ce qu'un « Français de souche », lorsque sur nos corps courent cinquante nuances de couleur de peau ? » (Jean-Baptiste Harang, Le Magazine littéraire)[réf. nécessaire]
Réflexion sur l’exil et sur les migrations, sur l’Histoire de France et sur l’identité française (« La mémoire florissante de l'outre-mer est constitutive de l'histoire et de l'identité françaises qui ne se comprennent pas sans elle » (Leclair), le livre est aussi un hymne d’amour à « une certaine idée de la France… » (Livres Hebdo) : « Avec ses remarquables Mémoires d'outre-mer, Michaël Ferrier fait exploser toutes les frontières, toutes les limites, géographiques et mentales. Il brosse un tableau de Madagascar sous le joug colonial. Il le dénonce. Avec ce récit porté par un superbe style, il enrichit et renouvelle l'image que l'on peut avoir de ce pays, qui ne se réduit pas à ses lémuriens et sa déforestation. L'auteur engage aussi une réflexion sur la notion d'identité. « Pour comprendre ce qu'est la France, il faut aller voir ailleurs », écrit-il. C'est l'objet du livre, montrer que la France n'est pas un petit espace hexagonal, mais un territoire sans limites, pétri de son histoire d'ici et d'ailleurs, nourri du vécu de tous ceux qu'elle a accueillis. »

### Éloges du style Ferrier
Les critiques insistent sur la réussite formelle du livre : « Mais on n’aurait rien dit de ce livre sans évoquer sa beauté formelle, l’élan poétique qui soulève ses pages » commente Alain Favarger dans La Liberté, qui parle d’« une langue a la fois finement ciselée, chatoyante et exubérante »(Favarger). Même constat chez Jean-Baptiste Harang, pour qui c’est « surtout la belle langue de Michaël Ferrier qui de toute prose fait littérature. » (Jean-Baptiste Harang, Le Magazine littéraire) et chez Norbert Czarny, pour qui, en dehors de l’érudition et des réflexions historiques, la « jubilation » du lecteur « tient aussi à la langue » : « Cette langue, lointaine en apparence, elle nous revient à l’oreille avec délice et fait tout le charme de ce roman. Le lecteur s’en délectera... » (Norbert Czarny, dans la revue L’École des Lettres). 
La diversité et la richesse des effets sont souvent soulignées : « Pour évoquer ce grand-père extravagant et cette île exubérante, le style virevolte, ondoie, flamboie » (Lesne), et ce style est souvent comparé à des références classiques (Montaigne) ou à de la musique (notamment le jazz) : « Il recourt à une prose poétique pour décrire l'exubérante nature, la falaise de latérite rouge d'un cirque naturel au bord d'une mer turquoise, ou, morceau de bravoure, la violence du rideau de pluie lors d’un cyclone dévastateur. Le ton devient rageur quand il décrit la famine et la peste dans les campagnes, tandis que dès janvier 1942 l'hystérie vichyste s'empare des colons et administrateurs. En bruit de fond de ce roman d'aventures (vraies) qu'on dévore, l'auteur, nourri de Montaigne et de jazz, ouvre une réflexion sur l'identité, française ou non
. » Enfin, la manière que Ferrier a d’articuler la réflexion sur l’identité française sur une pensée mondiale, avec une écriture tour à tour descriptive, lyrique, poétique ou musicale, est également vue comme une manière de défendre à la fois une certaine idée de la France et une certaine idée de la littérature : « Michaël Ferrier a le goût des départs, des fugues musicales et des écritures rhapsodiques. Il a surtout le goût d'une littérature qui refuse de se confiner à un romanesque de divertissement ou de consolation, vouée au contraire à penser le monde, à en explorer les marges pour y trouver de l'air. » (Leclair).

## Éditions
- Éditions Gallimard, coll. « L'Infini », 2015  (ISBN 9782070106776)[14].
- En anglais : Over the Seas of Memory, University of Nebraska Press, 2019 (ISBN 9781496213204), avec une préface de Patrick Chamoiseau (disponible en français dans Michaël Ferrier, un écrivain du corail, Paris, Éditions Honoré Champion, 2021).